# Uccellacci e uccellini
Uccellacci e uccellini è un film del 1966 scritto e diretto da Pier Paolo Pasolini, interpretato da Totò e Ninetto Davoli e prodotto da Alfredo Bini. È l'ultimo film da protagonista interpretato da Totò.

## Trama
Marcello "Totò" Innocenti e suo figlio Ninetto vagano per le periferie e le campagne circostanti la città di Roma. Durante il loro cammino incontrano un corvo. Come viene precisato durante il film da una didascalia: «Per chi avesse dei dubbi o si fosse distratto, ricordiamo che il corvo è un intellettuale di sinistra - diciamo così - di prima della morte di Palmiro Togliatti».
Il corvo narra loro il racconto di Ciccillo e Ninetto (anch'essi interpretati da Totò e Ninetto), due frati francescani cui san Francesco ordina d'evangelizzare i falchi e i passeri. I due frati non riusciranno a raggiungere il loro obiettivo, perché, pur essendo riusciti a evangelizzare le due "classi" di uccelli, non avranno posto fine alla loro feroce rivalità: per questa mancanza saranno rimproverati da san Francesco e invitati a intraprendere nuovamente il cammino d'evangelizzazione.
Chiusa la parentesi del racconto, il viaggio di Totò e Ninetto prosegue; il corvo li segue e continua a parlare in tono intellettualistico e altisonante. I protagonisti, in un contesto fortemente visionario, incontrano altre persone, tra le quali: alcuni proprietari terrieri che ordinano a Totò e Ninetto d'allontanarsi dalle loro proprietà e finiscono per sparare contro i due che non vogliono obbedire; una famiglia, che vive in condizioni assai degradate (costretti a mangiare nidi di rondine pur di sopravvivere), cui Totò intima d'abbandonare la propria casa; un gruppo d'attori itineranti di "spettacoli volanti" a bordo di una Cadillac; i partecipanti al "1º convegno dei dentisti dantisti"; un uomo d'affari di cui Totò è debitore e che minaccia padre e figlio di farli incarcerare se il padre non paga i suoi debiti.
In seguito i due si ritrovano ai funerali di Togliatti e poi incontrano lungo la strada Luna, una bella prostituta con la quale si appartano (dapprima il padre e poi il figlio) in un campo. Alla fine Totò e Ninetto, stanchi delle chiacchiere fastidiosamente saccenti e moraleggianti del corvo, lo uccidono e se lo mangiano arrosto.

## Produzione
Le riprese sono state effettuate ad Assisi, Tuscania, Roma e all'aeroporto di Roma-Fiumicino.
Pasolini afferma di aver scelto Totò come protagonista del film, pur non conoscendolo personalmente, poiché riteneva che la sua maschera rappresentasse in modo esemplare i due caratteri tipici dei personaggi fiabeschi: la stravaganza e l'umanità. Questo giudizio fu poi confermato una volta che i due ebbero iniziato a lavorare insieme.
Il regista ha usato nella stessa pellicola attori presi dalla strada e senza esperienza recitativa e mostri sacri della cinematografia come Totò, nella convinzione che alcuni personaggi necessitassero di interpretazioni estreme: la naturale brutalità o leggerezza del dilettante e l'impostazione ed esperienza dell'attore professionista.
Totò definisce Pasolini come un uomo intelligente e pieno di fantasia, con un modo di regia differente da quello cui il comico era abituato. Totò, grande improvvisatore sul set e abituato ad avere sempre carta bianca, fu invece costretto in questo film a rispettare puntualmente le battute del copione e le indicazioni del regista.
Come raccontato anni dopo, Oreste Lionello rivelò che Pasolini rifiutò l'aiuto di Carlo Croccolo, che solitamente doppiava Totò ormai cieco nelle scene esterne dei suoi film, e chiamò invece proprio Lionello per doppiare tutto il film: il Principe avrebbe poi ascoltato la traccia di Lionello autodoppiandosi.
La produzione fu costretta più volte a cambiare il corvo, perché ogni volta l'animale tentava di cavare gli occhi al principe De Curtis. Venne così escogitato il sistema con cui la gabbia del corvo veniva posta dietro la macchina da presa, e ogni volta che questa girava, il corvo la inseguiva.

### Cast
Inizialmente il regista pensò di affidare il ruolo che poi ha interpretato Totò a Ciccio Ingrassia e il ruolo che poi è stato interpretato da Ninetto Davoli a Franco Franchi, ma per motivi ignoti tale assegnazione venne meno.

### Titoli di testa
Notevole l'idea, pressoché unica nel suo genere, di far cantare i titoli di testa del film. Infatti a partire dal titolo del film fino ai nomi degli attori, del regista, del montatore, dell'architetto, del fotografo ecc. tutti i nomi vengono annunciati in canzone da Domenico Modugno, conferendo ai titoli stessi un effetto suggestivo, accompagnato tra echi barocchi e chitarre elettriche, flauti dolci e i cori dello stesso compositore Ennio Morricone.

### Scene eliminate
Durante la lavorazione, Pasolini scartò delle sequenze, conservate mute alla Cineteca di Bologna. Tra le varie scene, la più interessante è quella in cui Totò è un addestratore da circo, in compagnia di Davoli, che fa pronunciare delle frasi politiche a vari animali in cattività, prendendosela furiosamente contro un cammello marxista, e rimpiangendo il periodo del nazismo. Dopo aver tentato inutilmente di addestrare un'aquila, Totò viene sopraffatto dal suo spirito di libertà e spicca il volo verso il cielo.
Questa scena, con sottotitoli, fu inserita nel documentario RAI "Lei non sa chi sono io!".

## Colonna sonora

Totò durante le riprese del film

Il 7 dicembre 2006 è stata pubblicata in CD la colonna sonora del film, intitolata Uccellacci e uccellini, composta da Ennio Morricone e pubblicata dalla GDM Music. Parte della colonna sonora consta di arrangiamenti del duetto "Bei Männern, welche Liebe fühlen" da Il flauto magico di Mozart.
La canzone dei titoli di testa e quella dei titoli di coda sono interpretate da Domenico Modugno.

### Tracce
1. Uccellacci e uccellini - titoli di testa
2. Aforismi
3. Teatrino all'aperto
4. Nidi di rondini
5. Scuola di ballo al sole
6. S. Francesco parla agli uccelli
7. Il corvo professore
8. Teatrino all'aperto 2
9. Scarpe rotte
10. Uccellacci e uccellini - strum
11. Funerale
12. Uccellacci e uccellini - titoli di coda
13. Cartoni animati - valzer amaro
14. Cartoni animati
15. Amore semplice
16. Filastrocca
17. Antico amore
18. Buffa banda
19. Dolce, dolce
20. Valzer amaro
21. Struggente
22. Cartoni animati (2)

## Accoglienza

### Critica
Il film ebbe un ottimo successo di critica, ma il successo commerciale fu piuttosto deludente, tanto da essere il film con Totò che registrò meno incassi in assoluto.
Pier Paolo Pasolini disse a proposito del film:

## Riconoscimenti
Per l'interpretazione di Uccellacci e uccellini Totò fu insignito con una menzione speciale al Festival di Cannes del 1966. Il film ottenne anche Nastro d'argento al migliore attore protagonista (Totò) e uno al migliore soggetto originale scritto dallo stesso Pasolini. Totò ricevette anche il Globo d'oro al miglior attore.
Il film è stato inserito nella lista dei 100 film italiani da salvare, nata con lo scopo di segnalare "100 pellicole che hanno cambiato la memoria collettiva del Paese tra il 1942 e il 1978".